# Kammermusik (film)
Kammermusik er en tysk stumfilm fra 1925 instrueret af Carl Froelich.

## Medvirkende
- Ida Wüst som Herzogin von Siebenstein
- Harry Halm som Bernhard
- Ferdinand von Alten som Exzellenz von Prillwitz
- Henny Porten som Hilde von Niemeyer
- Jakob Tiedtke som Geheimrat Kügelchen
- Livio Pavanelli som Rudi von Niemeyer
- Helmuth Henkel som Parsifal
- Erich Bartels